# Марчуков, Николай Миронович
Николай Миронович Марчуков (1922—1945) — майор Рабоче-крестьянской Красной Армии, участник Великой Отечественной войны, Герой Советского Союза (1946).

## Биография
Николай Марчуков родился 5 апреля 1922 года в селе Загайново (ныне — Троицкий район Алтайского края). После окончания семи классов школы работал в колхозе. В марте 1941 года Марчуков был призван на службу в Рабоче-крестьянскую Красную Армию. С 1942 года — на фронтах Великой Отечественной войны. В 1943 году окончил курсы усовершенствования командного состава.
К марту 1945 года майор Николай Марчуков был заместителем по политчасти командира батальона 1042-го стрелкового полка 295-й стрелковой дивизии 5-й ударной армии 1-го Белорусского фронта. Отличился во время освобождения Польши. 7-10 марта 1945 года Марчуков лично пять раз поднимал свой батальон в атаку во время боёв за город Кюстрин, принимал активное участие в отражении немецких контратак. 10 марта 1945 года он погиб в бою. Похоронен в польском городе Дембно.
Указом Президиума Верховного Совета СССР от 15 мая 1946 года майор Николай Марчуков посмертно был удостоен высокого звания Героя Советского Союза. Также был награждён орденами Ленина, Красного Знамени, Отечественной войны 1-й и 2-й степеней, двумя орденами Красной Звезды.